# Велика Ганута
Велика Ганута (біл. вёска Велька Ганута) — село в складі Червенського району Мінської області, Білорусь. Село підпорядковане Лядівській сільській раді, розташоване в центральній частині області.